# 西岩寺
西岩寺，位于中国广东省潮州市饶平县上饶镇，为饶平县文物保护单位，类型为古建筑，公布时间为1988年10月。
西岩寺的历史年代为明代。